# Rick Baunacke
Rick David Baunacke (6 gennaio 1987) è un giocatore di football americano tedesco, che gioca come linebacker per i Berlin Thunder.

## Palmarès
- 3 German Bowl (Kiel Baltic Hurricanes, 2010; Braunschweig Lions, 2013, 2014)